# Энтомологические термины
В списке энтомологических терминов даны определения терминов, используемых в энтомологии. Включены также некоторые общебиологические или более широкие термины, в таких случаях объясняется смысл и употребление термина в энтомологии. Глоссарий составлен по словарям терминов, приведённым в изданиях, указанных в тематических справочниках, руководствах и энциклопедиях (см. Литература).
| # А Б В Г Д Е Ё Ж З И К Л М Н О П Р С Т У Ф Х Ц Ч Ш Щ Э Ю Я |

## А
Аберра́ция (лат. aberratio «уклонение, удаление, отвлечение», от лат. aberrare (лат. ab- «от» + лат. errare «блуждать, заблуждаться») — «удаляться, отклоняться») — таксономическая инфраподвидовая категория в систематике некоторых групп членистоногих, главным образом, чешуекрылых и жесткокрылых. Преимущественно аберрации выделяются на основании случайных и незначительных отклонений в окраске, особенностях рисунка, структуре покровов членистоногих.
Адипогемоциты — форменные элементы гемолимфы насекомых, наполняемые жировыми включениями и принимающие участие в их переносе.
Аларные доли — боковая, отделённая швами часть груди, например, у личинок жуков-дровосеков, которая с нижней стороны граничит с плеврами.
Андроконии — группы специализированных чешуек на теле бабочек, которые служат для испарения пахучего секрета гиподермальных желёз у самцов, привлекающего самок.
Анеллюс — членик усика (часто редуцированный) между скапусом и педицеллюсом с одной стороны и жгутиком (флагеллюмом) с другой стороны.
Антофилия (от др.-греч. ἄνθος — цветок и φιλία — притяжение, влечение) — способность насекомых и некоторых позвоночных животных посещать цветки растений для питания пыльцой или нектаром, осуществляя тем самым перекрёстное опыление.
Анэпимер (птероплевры) — верхняя часть эпимер среднегруди двукрылых насекомых.
Анэпистерн (мезоплевры) — верхняя часть мезоэпистерна среднегруди двукрылых насекомых.
Ариста — претерпевшие редукцию концевые членики усиков короткоусых двукрылых (Brachycera).
Ацетабулярный киль — поперечный киль в передней нижней части среднегруди ос
Апиология — раздел энтомологии, изучающий медоносных пчёл (Apis mellifera). О всех пчёлах см. Мелиттология
Апитерапия (от лат. apis — «пчела») — общее название методов лечения продуктами пчеловодства. Основными продуктами апитерапии являются мёд, цветочная пыльца, прополис и маточное молочко, трутневый гомогенат, пчелиный подмор, перга, воск и пчелиный яд.
Апитоксин — см. пчелиный яд.
Аподемы — обращённые внутрь тела широкие и прочные складки экзоскелета, которые обеспечивают прикрепление мышц.
Аролии — липкие подушечки на кончиках лапок.
Арренотокия (от др.-греч. arrhen — «мужской») + греч."tokos" — потомство) — способ девственного размножения насекомых, при котором из неоплодотворённых яиц путём партеногенеза развиваются исключительно самцы.
Архиметаболия (от греч. ἀρχι — старший и metabole -преобразования) — тип метаморфоза насекомых, присущий подёнкам и щетинохвосткам. Ему присущи такие стадии: яйцо → предличинка → личинка → наяда → субимаго → имаго.
Атриум — специальное впячивание покровов тела в области дыхальца (стигмы), представляющее собой расширенную полость, находящуюся между трахеей и наружным отверстием стигмы.
Ацидопора (acidopore) — трубковидный модифицированный гипопигий на кончике брюшка, через который выбрызгивается кислота у взрослых муравьёв Formicinae (обычно окружена воротничком из сет).

## Б
Базифалл — часть полового аппарата насекомых, проксимальная часть или основание эдеагуса.
Базистернум — задняя часть вентрального склерита переднегруди.
Базистили — см. Гонококсит.
Базитарзус (метатарзус) — первый самый длинный членик лапок.
Бактериом — специализированный орган некоторых насекомых, в котором находятся эндосимбиотические бактерии.
Бейтсовская мимикрия (Мимикрия Бейтса) — форма мимикрии описанная в 1852 году Генри Бейтсом, при которой одна безобидная форма принимает обличье ядовитой формы.
Бескрылая девственница — фаза жизненного цикла у тлей, представительницы которой размножаются партеногенезом.
Бивуак — место временного расположения кочевых муравьёв из подсемейств Dorylinae и Ecitoninae, их временное гнездо в оседлую фазу развития.
Биоценометр (от биоценоз + греч. μετρέω — измеряю) — прибор для количественных учётов наземных насекомых и других беспозвоночных, применяемый при экологических исследованиях.
Бородавка (у гусениц) — выступ (сферический или уплощённый) покровов тела, покрытый пучком щетинок или волосков.
Брюшко насекомых — отдел тела насекомых, разделённый снаружи на несколько сегментов, может нести многочисленные придатки и заключает в себе большую часть внутренних органов.
Булава — концевая часть жгутика усика, состоящая из последних нескольких (обычно 2—4) утолщённых члеников.

## В
Вальва — широкие лопасти, входящие в состав копулятивных придатков самцов насекомых. Также этим термином называют створки яйцеклада самок насекомых или жала самок жалоносных перепончатокрылых.
Васманнова мимикрия (англ. Wasmannian mimicry) — разновидность миметического сходства, которое облегчает сожительство с видом-хозяином его видам-моделям — например, жукам и другим мирмекофилам муравьёв.
Версоновы железы — специализированные гиподермальные железы, секрет которых во время линьки насекомых растворяют «старую» эндокутикулу.
Вертлуг (лат. trochanter) — один из члеников ног насекомых, помещающийся между тазиком (соха) и бедром (femur).
Верхняя губа (лат. labrum) — непарная часть ротового аппарата большинства насекомых.
Виски (анатомия) (лат. tempora) — один из участков головы насекомого.
Вольселла (лат. volsellae) — часть гениталий самца.
Время лёта — определённый временной промежуток (период) на протяжении которого встречаются особи насекомых определённого вида, для которых основной формой передвижения является полёт. Термин применяется касательно чешуекрылых, но также может использоваться по отношению и к другим группам насекомых.

## Г
Галеа (лат. galea) — внешняя жевательная часть нижней челюсти максиллы.
Гамули (hamuli) — крючкообразные щетинки, с помощью которых задние крылья перепончатокрылых насекомых прикрепляются к передним.
Гамэргаты (англ. Gamergates) — рабочие муравьи, способные к спариванию и размножению, выполняющие роль матки.
Гаплодиплоидность — тип определения пола перепончатокрылых насекомых, при котором из неоплодотворённых гаплоидных яиц выходят самцы, а из диплоидных — самки.
Гаплометроз — основание новой колонии муравьёв единственной фертильной самкой.
Гарпа — внутренний вырост вальвы.
Гемиметаморфоз (лат. hemimetamorphosis), или Неполное превращение — это развитие с прохождением лишь трёх стадий — яйца, личинки и имаго.
Гемоли́мфа — жидкость, циркулирующая в сосудах и межклеточных полостях многих беспозвоночных животных с незамкнутой системой кровообращения, включая насекомых. Осуществляет транспорт питательных веществ от пищеварительного канала ко всем органам.
Генерация — поколение, представленное более или менее одновозрастными особями, сменяемое следующим поколением, которое при дифференциации жизненного цикла может существенно отличаться от предыдущего, как, например, при чередовании поколений (у тлей, галлиц и некоторых других насекомых).
Гименоптерология — раздел энтомологии, изучающий перепончатокрылых насекомых (наездников, пилильщиков, пчёл, ос, муравьёв).
Гинандроморфизм (др.-греч. γυνή — «женщина» + ἀνήρ, род. п. ἀνδρός — «мужчина» + μορφή — вид, форма) — аномалия развития организма, выражающаяся в том, что в одном организме крупные участки тела имеют генотип и признаки разных полов. Гинандроморфы наиболее ярко выражены у насекомых с чётко проявляющимися признаками полового диморфизма.
Гипандрий (лат. hipandrium) — 9-й стернит у самцов таракановых.
Гиперметаморфоз, или избыточное полное превращение (лат. hypermetamorphosis), — усложнение полного превращения, характерной особенностью которого является наличие нескольких форм личинок (в том числе триунгулин).
Гипомеры — загнутый край переднегруди и поднятые края эпиплевры надкрылий у жуков; слившиеся эпиплевры переднеспинки и плейриты.
Гипостом. Голова насекомых с нижней стороны представлена гипостомом, отграниченным от её других частей гипостомальными швами, которые отделяют его снаружи от височно-теменных долей, а спереди от ротовых частей.
Гипофаринкс (от hyppo — «лошадь» и phárynx — «глотка») — язычкообразное выпячивание внутренней склеротизированной стенки ротовой полости.
Глазки — кольцевидные пятна центрированные точками другого цвета, находящиеся на крыльях ряда насекомых: чешуекрылых, прямокрылых, цикад.
Глосса (лат. glossa, англ. tongue) — внутренние части вершины прементума лабиума, фактически язычок (у бабочек это proboscis; у личинок комаров Chironomidae это ligula).
Гнездовой запах — специфический запах, служащий основой для разделения особей одного вида колониальных насекомых на различные отдельные семьи по принципу «свой — чужой».
Гнездовой паразитизм — тип клептопаразитизма, которым пользуются некоторые насекомые (а также птицы, рыбы), заключающийся в манипуляции и использовании другого животного-хозяина, или того же вида (внутривидовой гнездовой паразитизм), или другого (межвидовой) для выращивания потомства животного-паразита (кукушки, шмели-кукушки Psithyrus).
Голень (лат. tibia) — четвёртый членик типичной ноги насекомого, расположенный между бедром и её конечной частью — лапкой.
Головотрубка — удлинённая передняя часть головы у некоторых насекомых, заканчивающаяся ротовым аппаратом.
Голометаморфоз (лат. holometamorphosis), или Полное превращение, характеризуется прохождением от четырёх до пяти стадий — яйца, личинки, куколки, имаго и, иногда, предкуколки.
Гоноподы (парамеры) — двучленистые боковые части 9-го стернита.
Гонококсит (базимер, базистиль) — базальная часть гонопод.
Гоностиль (дистимер, дистистиль) — вершинная часть гонопод.
Грена (от фр. graine — «семя, семечко»; «зерно») — название кладок яиц бабочек из семейства Павлиноглазки (Saturniidae). В более узком значении и изначально, данное название применялось для кладок яиц тутового шелкопряда (лат. Bombyx mori), а также китайской дубовой павлиноглазки и японской дубовой павлиноглазки, разводимых для получения шёлка.
Грибовидные тела (лат. corpora pedunculata) — парные структуры в мозге насекомых, центр интеграции поступающей от разных анализаторов информации, прообраз кортиколизации.
Грифельки — парные небольшие членистые придатки IX стернита брюшка (или, реже, других стернитов) у некоторых насекомых.
Гула — средняя часть головной капсулы снизу, примыкающая непосредственно сзади к нижней губе.
Гусеница — личинка насекомых из отряда чешуекрылых, или бабочек.

## Д
Двигательные мозоли — особые выпуклые участки на груди или брюшке личинок ряда жуков, поверхность которых бывает покрыта микроскопическими шипиками или морщинками. Служат для передвижения личинок в заселённом ими субстрате.
Джонстонов орган — разновидность хордотональных органов чувств.
Диапауза (от греч. diapausis — перерыв, остановка) — период временного физиологического покоя в развитии и размножении. Характеризуется резким снижением интенсивности метаболизма и остановкой формообразовательных процессов. Приурочена к определённому периоду жизненного цикла: эмбриональная (на стадии яйца) свойственна саранчовым; личиночная — многим двукрылым и пилильщикам; куколочная преобладает у чешуекрылых; имагинальная — у жесткокрылых, комаров, некоторых чешуекрылых.
Дистимер — см. Гоностиль.
Дистифалл — дистальная часть эдеагуса. Этот термин обычно используется у Schizophora.
Диптерология — раздел энтомологии, изучающий двукрылых насекомых (комаров и мух).
Диморфизм — наличие в пределах одного вида двух различных форм особей. Является частным случаем полиморфизма.
Дискальные мозоли — особые выпуклые площадки (двигательные мозоли), расположенные относительно медиальной, но не боковой, поверхности груди или брюшка ряда личинок жуков.
Длина переднего крыла — расстояние от корня переднего крыла крылатых насекомых до его вершины.
Домации (англ. Domatium, domatia) — полые разрастания мирмекофитных растений с системой внутренних ходов и входными отверстиями, в которых поселяются муравьи, клещи, осы и другие членистоногие.
Дыхальце (лат. stigma) — наружное отверстие органов дыхания у насекомых.
Дюфурова железа — железа внешней секреции, характерная для самок жалящих перепончатокрылых насекомых (муравьёв, пчёл и ос).

## Ж
Жало (лат. pungere) — особый орган перепончатокрылых насекомых, представляющий собой видоизменённый яйцеклад и используемый ими для защиты и нападения.
Жилки крыла — трубчатые утолщения, расположенные по поверхности крыльев насекомых (между верхним и нижним слоями крыловой пластинки). Представляют собой каналы, заполненные гемолимфой. Являются каркасом крыла и его опорной системой.
Жизненный цикл — регулярная последовательность состояний и фаз развития организма, начиная с одной, произвольно избранной стадии (например, яйца) и заканчивая достижением той же самой стадии развития, но уже в последующих поколениях.
Жилкование крыльев — особое расположение жилок на поверхности крыльев насекомых, отличающееся стабильным, постоянным на протяжении жизни рисунком и имеющее большое значение в их систематике.
Жужжальца (лат. halteres) — парные придатки грудных сегментов двукрылых и самцов веерокрылых насекомых, колбовидной или булавовидной формы, иногда прикрытые особой чешуйкой. Представляют собой видоизменённые задние или передние крылья.

## З
Заднегрудь (лат. metathorax) — задний членик груди насекомых, находящийся между среднегрудью и брюшком.
Затылок (лат. occiput) — анатомическая область головы насекомого, расположенная в её задней или верхне-задней части.
Зазатылок или заднезатылок (лат. postocciput) — анатомическая область головы насекомых, располагающаяся между затылком и нижним краем головной капсулы — затылочным отверстием.

## И
Имаго (лат. imago — «образ») — взрослая (дефинитивная) стадия индивидуального развития насекомых и некоторых других членистоногих животных со сложным жизненным циклом.
Инвазивные виды — виды, случайно занесённые человеком (или распространившиеся по созданным человеком коридорам) в новые для них регионы, где они успешно приживаются, начинают размножаться и захватывать новые территории.
Инсектарий (от лат. insectum — насекомое) — специальное помещение либо ёмкость, предназначенные для содержания, разведения и выведения насекомых.
Инсектицид — вещество (или смесь веществ) химического либо биологического происхождения, предназначенное для уничтожения насекомых.

## К
Кантаридин — яд небелковой природы в гемолимфе представителей семейства жуков-нарывников (Meloidae), также носители этого яда описаны в семействе жуков-усачей — усач красногрудый дутый и Certallum ebulinum.
Кантарофилия (от греч. kantharos — жук и philia — дружба, любовь) — перекрёстное опыление цветков жуками, которые питаются пыльцой.
Кардиальные тела — эндокринные и нейрогемальные органы насекомых, накапливающие нейросекреты мозга и выводящие их в гемолимфу.
Кардо (англ. cardo) — треугольный основной склерит, прикреплённый к головной капсуле и служащий шарниром, на котором движется остальная часть нижней челюсти насекомых.
Каста — обособленная по каким-либо признакам группа особей среди социальных насекомых.
Катэпимер — нижняя часть эпимер среднегруди насекомых.
Катэпистерн (стерноплевры) — нижняя часть мезоэпистерна среднегруди двукрылых насекомых (расположен между тазиками передних и средних ног).
Кератофаги — насекомые и другие животные питающиеся преимущественно, или исключительно, кератинами волосяного покрова и роговых образований млекопитающих, а также перьев птиц (кожееды, моль).
Кинопсис — восприятие муравьями в качестве сигнала характерных движений других особей одной общины («язык поз»).
Клептопаразитизм (Kleptoparasitism; от др.-греч. κλέπτω — ворую и паразитизм) — насильственное или тайное присвоение чужого кормового или гнездового ресурса. Характерен для насекомых и других животных (птиц, млекопитающих, рыб).
Клетка Кеньона (англ. Kenyon cell) — в нервной системе членистоногих, основной нейрон грибовидных тел.
Клавус — примыкающая к щитку и отделённая косым продольным швом часть полужёсткого надкрылья (гемиэлитры) клопов.
Клипеус (лат. clypeus), или наличник — передняя верхняя часть головы насекомых и пауков.
Кокон (от фр. сосоn — «кокон») — Оболочка из шёлка, которой окружают себя гусеницы, личинки некоторых насекомых, переходя в стадию куколки.
Колеоптерология — раздел энтомологии, изучающий жесткокрылых (Coleoptera).
Количество генераций в год — число поколений насекомого, развивающихся за год. Ежегодно насекомое может давать одну или более генераций.
Коннексивум (латеротергиты) — брюшная краевая планка у клопов.
Коремата (греч. — coremata) — крупный орган, с силой выбрасываемый наружу из конца брюшка, являющийся пахучей железой, встречающийся у самцов некоторых видов бабочек, преимущественно из семейства медведицы.
Кормовое растение — растение употребляемое в пищу насекомыми на определённой стадии жизненного цикла.
Колыбелька — камера овальной формы, сооружаемая личинками многих жуков, внутри которой происходит окукливание и находится куколка до выхода имаго (взрослого насекомого).
Кориус (кориум) — основная кожистая часть передних крыльев (надкрылий) клопов, расположенная наружу от клавуса.
Кремастер — выступающий бугорок или острие на конце брюшка куколок чешуекрылых
Крыло насекомых — придатки двух задних сегментов груди (или одного из них), представляющие собой парные выросты стенки тела и служащие для полёта насекомых.
Крыска — личинка некоторых мух-журчалок (Diptera: Syrphidae).
Ксилофаги (от др.-греч. ξύλον — «срубленное дерево» и φάγομαι — «пожираю») — растительноядные насекомые и другие животные, питающиеся преимущественно (а часто исключительно) древесиной.
Кубышка — кладка яиц саранчовых, покрытая пенистыми выделениями из придаточных желёз самки, застывающими в виде плотной капсулы.
Куколка — промежуточная стадия развития насекомых, между личинкой и имаго, для которых характерно полное превращение (метаморфоз) в течение жизни.
Кунеус — отделённая швом или перегибом вершина кориума надкрылий клопов.
Кутикула — внешний слой кожных покровов насекомых, не имеющий клеточного строения и являющийся продуктом выделения гиподермы. Служит защитой и опорой тела насекомых, участвует в образовании органов чувств и ротового аппарата, а также выстилает трахеи.
Кутикулин — белок, основной компонент наружного слоя кутикулы — эпикутикулы. Более стойкий к различным химическим веществам, чем хитин. Придаёт эпикутикуле жёлтый цвет.

## Л
Лабеллумы — видоизменённые нижнегубные щупики двукрылых, которые имеют вид двух полукруглых присосок с расположенным между ними отверстием по центру для приёма пищи.
Лабиум или нижняя губа (лат. labium) — часть ротового аппарата насекомых, находящаяся позади верхней губы и участвующая в приёме пищи. Является второй парой нижних челюстей, слившихся между собой.
Лабрум (верхняя губа) — часть ротового аппарата насекомых.
Лакрифагия (лат. lachryphagia) — адаптационный паразитизм у ряда чешуекрылых, поглощение ими выделений из глаз животных.
Лапка (лат. tarsus) — конечный отдел ноги насекомых, который разделён на членики и в верхней части подвижно соединён с голенью.
Лациния — лопасть, внутренняя часть максиллы, прикреплённая к стипесу и несущая волоски и щетинки; дигитус у Hymenoptera.
Лепидоптерология — раздел энтомологии, изучающий чешуекрылых (Lepidoptera).
Линька — циклическое сбрасывание личинками насекомых прежних кутикулярных покровов и замещения их новыми.
Личинка — фаза жизненного цикла насекомых.
Лоб (лат. frons) — один из участков головы насекомого. Обычно треугольной формы, наверху переходит в темя (vertex), а впереди и снизу ограничен наличником, или клипеусом (clypeus).
Лобный шов — шов, ограничивающий снаружи лобную поверхность головы насекомых.
Ловушка Барбера — разновидность энтомологического оборудования, используется для ловли ползающих по поверхности почвы насекомых.
Ловушка Малеза — разновидность энтомологического оборудования, используется для ловли летающих насекомых.
Ловушка Мёрике — разновидность энтомологического оборудования, используется для ловли летающих насекомых. Представляет собой пластмассовые чашки, заполненные небольшим количеством фиксирующей жидкости.
Ложногу́сеница — личинка насекомых семейства настоящих пилильщиков (Tenthredinidae). Часто ложногусеницами называют личинок всех семейств надсемейства пилильщиков (Tenthredinoidea) — группы семейств из отряда перепончатокрылых. Название связано со значительным внешним сходством данных личинок с настоящими гусеницами бабочек.
Лунки — пятна полулунной формы, располагающиеся на крыльях ряда насекомых, преимущественно чешуекрылых (бабочек).

## М
Максиллы (от лат. maxilla — челюсть) (нижние челюсти) — часть ротового аппарата насекомых, вторая пара челюстей, отвечающая за измельчение и/или подачу пищи к ротовому отверстию (у бабочек образуют хоботок).
Максиллярная лопасть — выдающаяся вперёд часть обычно не расчленённой максиллы.
Мальпигиевы сосуды — органы выделения у насекомых.
Мандибулы, или жвалы — верхние (парные) челюсти членистоногих.
Маска — нижняя губа у личинок стрекоз, видоизменённая в особый орган захвата добычи.
Матка (Муравьиная матка, Пчелиная матка) — яйцекладущая самка общественных насекомых
Маточное молочко — специальный корм, который используют медоносные пчёлы для кормления личинок рабочих пчёл и трутней до трёхдневного возраста и маточных личинок на всех стадиях развития.
Маточный ход — система ходов, проделываемая в древесине жуками, питающимися древесиной (короеды, долгоносики, точильщики, златки), в которую они откладывают свои яйца, а также их личинками, питающимися этим субстратом.
Медицинская энтомология — раздел медицинской паразитологии, наука, изучающий членистоногих, являющихся переносчиками инфекционных паразитарных болезней человека или возбудителями некоторых болезней.
Медоносы — растения, посещаемые пчёлами для сбора нектара, пыльцы с цветков и клейкого вещества с молодых листьев и побегов.
Мезоплевры — бока среднегруди
Мезосома (лат. mesosoma) — средний отдел тела некоторых насекомых.
Мезофилы — умеренно влаголюбивые насекомые, обитающие в условиях устойчивого, но не избыточного увлажнения.
Меконий — комок экскрементов, откладываемый личинкой перед окукливанием.
Мелиттология — раздел энтомологии, изучающий пчёл различных видов и групп (Apoidea).
Мелиттофилия — опыление цветков пчёлами.
Мембраны — участки гибкой, пленкообразной, истончённой кутикулы между частями тела и отдельными склеритами у насекомых, благодаря которым, насекомые могут передвигаться и менять свои размеры.
Метаплевры, метаплеврон — бока заднегруди
Метаплевральная железа — железа внешней секреции, характерная для муравьёв, выполняющая в основном защитную антибиотическую роль.
Метасома (мирмекология) — у муравьёв это задняя часть тела, состоящая из стебелька (петиоль) и брюшка. Метасома соединяется с мезосомой (в состав которой входит проподеум, задняя часть грудки).
Микрошипики — очень мелкие шипики, встречающиеся на сегментах тела личинок ряда насекомых, преимущественно личинок жуков.
Мимикрия — защитное приспособление некоторых видов животных, включая насекомых, выражающееся в их сходстве с другими животными и растениями, а также с предметами окружающей среды.
Мимикрия Мюллера — одна из форм мимикрии у животных, преимущественно насекомых, связанная с образованием т. н. «кольца» из нескольких несъедобных для хищников видов, подражающих друг другу либо ядовитому виду.
Минёры — насекомые, живущие внутри растений и проделывающие в них ходы, или мины.
Миофилия — опыление мухами; цветки имеют соответствующие цвет и запах, привлекающие мух.
Мирмекология — раздел энтомологии, изучающий муравьёв (Formicidae).
Мирмекоморфия — внешнее сходство с муравьями, один из видов мимикрии.
Мирмекофилия — обитание вместе с муравьями в одном гнезде или рядом с ними. Мирмекофилы — организмы живущие в ассоциации с муравьями.
Мирмекофиты (англ. Myrmecophyte), или «муравьиные растения» (ant plant) — виды растений, живущие во взаимовыгодных отношениях с муравьями, предоставляя им место для размещения муравейников.
Мирмекохория (от др.-греч. μύρμηξ (myrmex) — «муравей» и χωρέω (choreo) — «продвигаюсь», «распространяюсь») — распространение семян растений муравьями.
Мистакс (mystax)  — группа густых и жёстких щетинок в нижней части лица мух-ктырей; термин происходит от греческого mystakos, означающего «усы» или «верхняя губа». Предполагается, что мистакс обеспечивает некоторую защиту головы и лица, когда эти хищные мухи имеют дело с крупной сопротивляющейся добычей (осы, кузнечики, стрекозы)
Моновольтинные насекомые — насекомые с одним поколением за год.
Моногиния — наличие лишь одной яйцекладущей самки (матки, царицы) в семье.
Монокалия — обитание семьи муравьёв в одном постоянном гнезде.
Мономорфизм (от др.-греч. μολύμορφος «однообразный») — существование одной внешне не отличающейся размерами и пропорциями формы рабочей касты у одного и того же вида, приспособленных к выполнению разнообразных функций в популяциях или семьях данного вида.
Монотипический род — в данном контексте обозначает, что применительно к мировой фауне указанный род включает только один вид.
Монофагия (от др.-греч. μόνος — один + φαγεῖν — есть, пожирать) — крайняя степень специализации питания у животных, включая насекомых, способность питаться только одним единственным видом пищи.
Морилка — специальное устройство для умерщвления насекомых, применяемое при сборах в энтомологические коллекции.
Мотыль — личинка комаров-звонцов (Diptera: Chironomidae).
Муравьи-рабовладельцы — муравьи, использующие другие виды муравьёв в качестве рабочей касты.
Муравьи-фуражиры (кратко фуражиры) — муравьи, специализирующиеся на доставке добычи в семью.

## Н
Надкрылья или элитры (лат. elytrae) — передняя, видоизменённая пара крыльев у жуков, прикрывающая сложенные на спине задние крылья.
Наличник — см. Клипеус
Наяда — тип нимф, водная личинка стрекоз, подёнок и веснянок.
Нижнегубные щупики — щупики на нижней губе (лабиальные щупики). Каждый щупик состоит обычно из 4 члеников.
Нижнечелюстные щупики — щупики на нижних челюстях (максиллярные щупики), усикоподобные членистые придатки. Каждый щупик состоит обычно из 5 члеников (никогда не более 7). Вероятно, они выполняют исключительно сенсорные функции, являясь органом вкуса.
Нимфа (от др.-греч. νύμφη, здесь — куколка, личинка, буквально — невеста, девушка) — традиционное название личиночной стадии развития некоторых членистоногих с неполным превращением (клещей и ряда групп насекомых), внешне крайне похожа на взрослую особь, но не обладает половой зрелостью.
Нотаули — у перепончатокрылых и некоторых других насекомых это 2 бороздки на среднеспинке (мезонотуме), сходящиеся кзади
Нотоплевры — углублённая область груди, лежащая с боков скутума впереди основания крыльев двукрылых насекомых.
Нотум (лат. notum) — основная часть тергита сегмента, от которого при вторичной сегментации насекомых отделяется постнотум.
Ночные бабочки — условное название для группы семейств чешуекрылых (бабочек), которые ведут сумеречный или ночной образ жизни.

## О
Общественные насекомые, или социальные насекомые — группа насекомых, отличающаяся общественным образом жизни (муравьи, осы, пчёлы, термиты).
Овариолы — яйцевые трубочки, основной компонент яичника
Одонатология — раздел энтомологии, изучающий стрекоз.
Омалюс — киль, проходящий от нижнего края плечевых бугров в нижне-вентральном направлении у ос
Омматидий — (от др.-греч. ὄμμα, род. падеж ὄμματος — глаз), структурная и функциональная единица фасеточного глаза насекомых, ракообразных и некоторых многоножек.
Олигофагия (от греч. ολιγος — немногий, незначительный + phagéin — есть, пожирать) — способность животных, включая насекомых, питаться исключительно немногими видами пищи.
Опарыш — личинка круглошовных мух.
Орган Краусса — специализированный орган, который свойственен крылатым представителям саранчовых из семейства Pamphagidae.
Ортоптерология — раздел энтомологии, изучающий прямокрылых (кузнечиков, сверчков, саранчовых).
Осметрий (лат. Osmeterium) или вилкообразная железа — специальная железа, имеющаяся в переднегрудном сегменте у гусениц бабочек семейства Парусников и Хохлатки.

## П
Падь — сладкая жидкость выделяемая тлями, червецами и другими насекомыми, питающимися соком растений. Появляется на листьях деревьев и кустарников, иногда мельчайшими каплями падает (откуда название) на землю.
Пальпигер — преимущественно неполный базальный членик, который поддерживает усики или щупики.
Паразитоид — насекомое, которое проводит значительную часть своей жизни (в личиночной стадии) проживая на или внутри своего единственного хозяина, которого он постепенно убивает в процессе поедания его.
Парафизы (или параандриты) — лопасти, лежащие по бокам от эдеагуса.
Педицеллум (или ножка) — часть усика насекомого, является вторым проксимальным члеником. Обычно заключает в себе орган восприятия колебаний.
Педогенез — тип партеногенеза, при котором зародыши начинают развиваться ещё на личиночных (или иных ранних) стадиях онтогенеза родительских особей (у жуков (Coleoptera), веерокрылых (Strepsiptera), бабочек-мешочниц (Psychidae) и галлиц (Cecidomyiidae).
Перевязи — широкие удлинённые участки на крыльях бабочек, характеризующиеся однородной окраской и образуемые при полном или частичном слиянии крупных пятен одного ряда.
Переднегрудь (лат. prothorax) — одна из трёх составных частей груди насекомых, расположена ближе всего к головному концу тела.
Переднегрудка (лат. prosternum) — нижнее полукольцо (стернит, нижний склерит) переднегруди — сегмента груди насекомых, расположенного ближе к голове.
Переднеспинка — верхнее полукольцо (тергит) первого сегмента груди насекомых.
Периандрий — полусферический дорсальный склерит в гениталиях самца у высших двукрылых насекомых, образованный сросшимися гонококситами.
Перитрема (стигмальная пластинка) — кольцеобразный склерит, склеротизированная пластинка, окружающий дыхательное отверстие.
Петиоль (стебелёк) — особый сегмент метасомы насекомых, соединяющий брюшко с грудкой (главный элемент осиной талии муравьёв и ос).
Пигидий, пигидиум (лат. Pygidium) — задний отдел брюшка некоторых насекомых и некоторых других членистоногих. У муравьёв и ос пигидиум это тергит 7-го абдоминального сегмента.
Плевры — части сегментов тела, располагающиеся между тергитом (его верхней частью) и стернитом (нижней поверхностью)
Плейрит (или боковая пластинка, лат. pleuron) — парные боковые склериты сегментарного кольца членистоногих, соединяющие верхние (тергиты) и нижние (стерниты) полукольца сегментов груди.
Плеометроз — совместное основание новой колонии муравьёв несколькими оплодотворёнными самками.
Плечи надкрылий — передний наружный край надкрылий.
Полёт насекомых — один из основных способов передвижения многих насекомых, помогающий им искать пищу, полового партнёра для размножения, расселяться и мигрировать, спасаться от хищников.
Поливольтинные (насекомые) — насекомые, имеющие несколько поколений за год.
Полигиния — наличие нескольких яйцекладущих самок (маток) в семье общественных насекомых (муравьёв и других).
Поликалия — обитание семьи муравьёв (и некоторых других общественных насекомых) в нескольких гнёздах.
Полилектия (политропизм) — уровень приспособленности насекомых к опылению тех или иных растений, проявляющийся в способности посещать широкий спектр растений из различных семейств.
Полиморфизм (от др.-греч. πολύμορφος «многообразный») — существование нескольких внешне отличающихся форм у одного и того же вида, приспособленных к выполнению особых функций в популяциях или семьях данного вида.
Полифагия — способность животных, включая насекомых, питаться различными видами пищи.
Полиэтизм — фиксированные различия в выполнении разными особями определённого круга функций у общественных насекомых — разделение труда у муравьёв и термитов.
Полово́й диморфи́зм (от др.-греч. δι- — два, μορφή — форма) — анатомические различия между самцами и самками одного и того же биологического вида, исключая различия в строении половых органов. Проявляется в различных физических признаках (размер тела или его частей, окраса, форма тела и т. п.).
Понератоксин (Poneratoxin, PoTX) — нейротоксин, обнаруженный у муравьёв, специфически действующий на нервные клетки, взаимодействуя с ионными каналами и белками плазматической мембраны.
Постабдомен — последние сегменты брюшка, содержащие копулятивный аппарат (см. Преабдомен).
Постгониты — часть полового аппарата насекомых, лопасти тесно связаны с эдеагусом.
Посткраниум — задняя часть головы, область затылка и затылочного отверстия.
Постментум (лат. postmentum), или подбородок — часть нижней губы насекомых, аналог двух слившихся кардо.
Постпетиоль — второй членик стебелька осиной талии муравьёв, между петиолем и собственно брюшком (сегмент метасомы).
Постпронотум — задняя часть пронотума (переднеспинки) двукрылых насекомых.
Постфарингеальная (заглоточная) железа — особая железа у рабочих особей муравьёв, в которой производятся и хранятся жиры, предназначенные для кормления личинок.
Преабдомен — базальная часть брюшка (обычно более широкая и состоящая из 1-5 или 1-6 сегментов), без последнего членика (см. Постабдомен)
Прегониты — часть полового аппарата насекомых, представляют собой пару лопастей, отходящих от гипандрия.
Прементум (лат. praementum) — часть нижней губы насекомых, не полностью слившиеся стипесы с отходящими от них парными отростками.
Престернум — передняя часть стернита переднегруди у личинок, часто имеющая двулопастную форму.
Претарзус — последний сегмент ноги, несущий подушечку (аролиум), пульвиллы и коготки.
Провентрикулус, или мышечный желудок  — отдел, расположенный перед собственно желудком (или средней кишкой), образованный сильно развитыми кольцевыми мышцами и кутикулярными зубцами. Он обеспечивает дополнительное перетирание пищи и фильтрацию пищевых частиц, которые через кардиальный клапан передаются в среднюю кишку.
Проволочники — название личинок жуков-щелкунов (Elateridae).
Проктигер — рудиментарные остатки 11-го сегмента брюшка двукрылых насекомых в виде церок и ануса
Пронотум — см. переднеспинка.
Проплевры — латеральная часть переднегруди двукрылых насекомых.
Проподеум — у муравьёв и некоторых других перепончатокрылых это задняя часть грудки, являющаяся по происхождению частью метасомы (брюшка), первый абдоминальный сегмент.
Простека — выросты на боковых краях верхних челюстей (мандибул) личинок жесткокрылых.
Простернальный отросток — отросток на переднегруди имаго насекомых, располагающийся снизу между передними тазиками и направленный назад; может полностью или частично разделять их .
Простернум — вентральный склерит переднегруди.
Проэпистерн — переднюю латеральная часть боков переднегруди у высших двукрылых насекомых.
Проэпимер — задняя латеральная часть боков переднегруди у высших двукрылых насекомых.
Псаммофор — образование из щетинок и волосков на нижней стороне головы у некоторых муравьёв и ос.
Психофилия — опыление цветков дневными чешуекрылыми (бабочками). Цветы растений, опыляемых таким образом, преимущественно красных оттенков, с посадочной площадкой, без запаха.
Птеростигма (крыловой глазок) — хитиновое утолщение на концах передней кромки крыльев некоторых отрядов насекомых (стрекозы и др.), которое отличается более тёмным цветом в сравнении с остальным крылом. Предположительно способна гасить «вредные» колебания крыла во время полёта.
Птероторакс (pterothorax) — понятие, объединяющее средний и задний сегмент груди насекомых.
Пульвиллы — две мягкие подушечки кончика лапок, расположенные каждая под своим коготком; служат для удержания насекомого на гладкой или наклонной, вертикальной поверхности.
Пунктировка — скульптура покровов тела некоторых насекомых, преимущественно жуков, выраженная в виде имеющихся точек.
Пчелиный яд (апитоксин) — продукт секреторной деятельности желёз рабочих пчёл, очень густая, прозрачная жидкость, желтоватого оттенка, с кислой реакцией, горьким вкусом и своеобразным ароматическим запахом.
Пчёлы-кукушки — пчёлы, использующие клептопаразитизм для развития своего потомства. Несколько тысяч видов из разных семейств пчёл (например, Nomada).

## Р
Расправилка — специальное приспособление, предназначенное для расправления крылатых насекомых, преимущественно бабочек, с целью их последующего монтирования в энтомологические коллекции.
Роение — или брачный полёт насекомых — более или менее продолжительный полёт половозрелых насекомых, предпринимаемый со специальной целью — совокупления в воздухе.
Рострум (от лат. rostrum, клюв) — хоботок в передней части головы (длинный «нос» с ротовыми органами) у некоторых насекомых (долгоносики, клопы, скорпионницы) и ракообразных.

## С
Саккус — часть полового аппарата насекомых, желобовидный отросток, простирающийся внутрь брюшка.
Световая ловушка для насекомых — энтомологическое оборудование, предназначенное для привлечения и отлова крылатых насекомых (преимущественно ночных бабочек, ряда жуков и перепончатокрылых) в тёмное время суток.
Сезонный диморфизм (полиморфизм) или сезонная изменчивость — наличие двух (в редких случая — и более) сезонных форм (обычно весенней и позднелетней или осенней) у одного вида насекомых. Связан с температурным режимом, в котором происходит развитие особей.
Сенсиллы (от лат. sensilis — чувствующий) — простейшие кожные органы чувств у беспозвоночных, выполняющие роль органов осязания, вкуса, обоняния.
Семья — основная форма существования общественных насекомых. Состоит из репродуктивных (самки, самцы) и функционально бесполых особей (рабочие).
Система Комстока-Нидема (англ. Comstock-Needham system) — система используемая для обозначения жилок на крыльях насекомых, созданная Джоном Комстоком (John Comstock) и Джорджем Нидемом (George Needham) в 1898 году.
Склерит — подвергшийся склеротизации участок кутикулы членистоногих.
Скапус — основание усика, его первый и, как правило, крупный членик, соединяющийся с головой.
Скутеллюм (щитик) — спинная часть среднегруди.
Скутум (щит) — спинная часть среднегруди.
Солдаты (насекомые) — специализированная каста крупных рабочих (=динэргаты, майоры ♃) у муравьёв и термитов, увеличенных по сравнению с обычными рабочими (=микроэргатами, минорами).
Сперматека (семяприёмник) — орган для хранения сперматозоидов, поступивших в половые пути самки при оплодотворении, хранимые там и расходуемых по мере формирования и откладки яиц.
Сперматофор — желатинообразная капсула для переноса спермы (обнаружена у двукрылых насекомых из семейств Chironomidae, Ceratopogonidae, Simuliidae и Thaumaleidae)
Среднегрудь (лат. mesothorax) — средний отдел груди насекомых, который с головного конца соединён с переднегрудью, а сзади — с заднегрудью.
Стеммы (личиночные глазки) — органы зрения, свойственные личинкам насекомых с полным превращением.
Субимаго — стадия развития подёнок, представленная крылатым, способным к слабому полёту существом, которое преобразуется в имаго после линьки.
Стадия — период между любыми двумя линьками личинок насекомых.
Стержни эпифаринкса — парные склеротизованные отростки, отходящие назад от эпифаринкса.
Стернаулюс— горизонтальный вентрально-латеральный гребень среднебоковой части груди ос.
Стернит — брюшная склеротизованная часть сегментарного кольца насекомых и других членистоногих.
Стипес или стволик (лат. stipes) — центральная часть всей нижней челюсти насекомых, размешается за кардо и является основой для прочих элементов максиллы.
Стридуляция — характерное для звуковой коммуникации насекомых (прямокрылых, цикадовых, некоторых муравьёв) стрекотание, издаваемое путём трения о зазубренную поверхность острого кутикулярного канта.
Субимаго (лат. subimago) — стадия развития насекомых, характерная для подёнок.
Субкраниальная полость — полость в нижней части головы двукрылых насекомых, в к которую втягивается хоботок у форм со втяжным хоботком (кроме кровососов и хищников).
Субментум (лат. submentum)- апикальная часть подбородка лабиума, к которой, в свою очередь, присоединён прементум.
Сурстили (форцепсы, латеральные вальвы) — часть полового аппарата некоторых групп насекомых, представляющая собой специализированные апикальные захватывающие выросты, рассматривающиеся как склеротизованная мембрана, отходящая от десятого стернита.
Сфрагис (от др.-греч. σφραγίς «печать») — жёсткий хитиновый придаток, располагающийся на нижней стороне брюшка самок некоторых видов бабочек из семейства парусников; образование, запечатывающее совокупительную сумку, образуемое самкой сразу после спаривания.

## Т
Тазик (лат. tentorium) — основная, начальная часть ноги насекомых, которая находится между телом (грудью) и вертлугом (следующим члеником ноги).
Тамнобионты — обитатели кустарникового яруса.
Тачка — впадина на надкрыльях жуков-короедов — приспособление для очистки ходов внутри древесины от буровой муки.
Тегула — небольшая пластинка (козырёк), которая прикрывает сверху место прикрепления крыльев к груди.
Тегумен (лат. tegumen) — часть полового аппарата насекомых, представляет собой достаточно большую склеротизованную, крышеподобную структуру.
Телитокия — тип партеногенеза, при котором самки без оплодотворения производят самок.
Темя (лат. vertex) — один из участков головы насекомого, находящаяся в её верхней части.
Тенториум (лат. tentorium) — внутренний скелет головы.
Тергалии — подвижно причлененные придатки брюшка личинок, трахейные жабры, или жаберные листки (например, у подёнок).
Термитофилы — организмы, совместно обитающие с термитами в их постройках.
Тергит — спинная склеротизованная часть сегментарного кольца насекомых и других членистоногих.
Тимбальные органы — органы цикад, генерирующие звуки.
Тимпанальные органы — специализированные органы слуха насекомых.
Типовая местность (типовое местонахождение) — географическое место обитания популяция, из которой был взят типовой экземпляр какого-либо вида (или подвида).
Титилляторы — склеротизованные структуры на верхней стороне дорсальной складки гениталий самцов насекомых, используемые при копуляции для их фиксации в генитальной камере самок.
Трахейные жабры — органы дыхания насекомых, ведущих водный образ жизни; представляют собой тонкостенные выросты тела, снабжённые густой сетью трахей.
Тритоцеребрум — головной мозг насекомых.
Трихоптерология — раздел энтомологии, изучающий ручейников.
Триунгулин — начальная фаза развития личинки у некоторых жуков.
Трофаллаксис (от др.-греч. τροφή — питание, и ἄλλαξις — обмен) — обмен пищей и выделениями желёз, наблюдаемый у отдельных особей популяций некоторых видов животных (у пчёл, муравьёв, термитов).
Трофобиоз — взаимовыгодные отношения между муравьями и выделяющими падь насекомыми (тлями, червецами, щитовками и другими).
Трутень — самец общественных пчёл (Apidae sociales), главным образом обыкновенной медоносной пчелы, Apis mellifica (см. Пчелиные).

## У
Ужаления и укусы насекомых— болезненные состояния, связанные с укусами насекомых (главным образом перепончатокрылых и двукрылых).
Урогомфы — парные церкоподобные придатки постгенитальных (концевых) сегментов брюшка у личинок некоторых жуков и истинных гусениц.
Усики (либо антенны, сяжки) представляют собой пару придатков на голове насекомых и являются органами чувств. Состоят из трёх основных частей: скапус (основание), педицель (стебель) и флагеллум.

## Ф
Фаленофилия — опыление цветков ночными бабочками. Подобные цветки обычно лишены посадочной площадки, обладают сильным ароматом и окрашены в светлые цвета.
Фасетка (роговица, роговичная линза, наружная линза) — это внешняя часть омматидия (простейшей структурной единицы фасеточного глаза), имеющая вид выпуклого шестигранника.
Фасеточные глаза — сложные глаза, основной парный орган зрения насекомых и некоторых других беспозвоночных; образованы особыми структурными единицами — омматидиями, роговичная линза которых имеет вид выпуклого шестигранника — фасетки (фр. facette — грань; отсюда название).
Феромоны — собирательное название веществ — продуктов внешней секреции, выделяемых некоторыми видами насекомых и обеспечивающих химическую коммуникацию между особями одного вида.
Флагеллум (или жгутик) — конечная часть антенны насекомого, в которую входят все жгутики за исключением первых двух (скапуса и педицеллума).
Фон (относительно описания окраски крыльев бабочек) — однородная окраска, которая занимает большую часть крыла бабочки.
Форезия (лат. phoresy, phoresia, phoresis, от греческого «форео» — «носить») — использование одними организмов других организмов, в том числе насекомых-хозяев в качестве «транспортного средства», форма синойкии. Примеры: мелкие клещи нескольких семейств, наездники Telenomus tetratomus, личинки жуков (Cryptophagidae, Meloidae, Rhipiphoridae).
Формикарий (лат. Formicarium) — сооружение для содержания муравьёв или искусственный муравейник.
Форцепсы — см. Сурстили
Фурка (лат. furca) у насекомых — вырост внутреннего хитинового скелета груди для прикрепления внутренних мышц; или пара придатков на конце брюшного сегмента (тельсона) ракообразных.
Фрагма — твёрдая склеротизированная внутренняя складка кутикулы на спинке грудного отдела у насекомых, глубоко вдающаяся внутрь полости тела.
Функциональные группы — устойчивые группы особей, занятых в семье общественных насекомых выполнением определённых функций.
Фуркула (лат. furcula) — прыгательный отросток вилкообразной формы на нижней части брюшка у некоторых членистоногих, например у коллембол.

## Х
Хеты — придатки покровов, в типичном варианте представленные в виде волосков или щетинок.
Хитин (C8H13NO5) — природное соединение из группы азотсодержащих полисахаридов, основной компонент экзоскелета (кутикулы) членистоногих, включая насекомых, и ряда других беспозвоночных.
Хитина́зы — ферменты, катализирующие деградацию хитина, действующие наиболее часто как эндоферменты. Все организмы, содержащие хитин, продуцируют их, вероятно, для морфогенеза их клеточной стенки или экзоскелета.
Хордотональные органы — органы чувств у ряда представителей членистоногих, в основном у насекомых и ракообразных, относящиеся к периферической нервной системе.
Хортобионты — обитатели травостоя.

## Ц
Царица, или королева (англ. queen) — матка (яйцекладущая самка) общественных насекомых (муравьиная матка, пчелиная, термитов), отличающаяся от других членов семьи своими признаками (плодовитостью, размерами и т. д.).
Церки (лат. cercus) — парные придатки последнего сегмента брюшка, которые у примитивных насекомых похожи на длинные членистые нити, напоминающие щетинковидные усики.
Цибарий — у насекомых это передняя, ведущая в глотку часть ротовой полости, отделённая гипофаринксом от задней части.
Цикатрикс — поперечный киль, ограничивающий площадку на вершине первого членика усиков имаго, например у жуков-дровосеков.

## Ч
Челюсти — твёрдые структуры в области ротового отверстия для захвата и перемалывания пищи; применительно к насекомым выделяют мандибулы (верхние челюсти или жвалы) и максиллы (нижние челюсти).
Чешуйки  — видоизменённые щетинки чешуекрылых, покрывающие их тело и крылья.

## Ш
Шеевидная перетяжка — резко суженная задняя часть головы насекомых.
Шелковина — вещество, выделяемое гусеницами и некоторыми другими личиночными и взрослыми формами отдельных групп насекомых, которое застывает на воздухе в виде тонких нитей; шёлк.
Шёлкоотделительные или прядильные железы (лат. sericteria) — специфические железы, характерные для некоторых личиночных и взрослых форм отдельных групп насекомых, выделяющие вещество, затвердевающее на воздухе в крепкую нить — шелковинку.
Шпоры — крепкие подвижные щетинки, расположенные на ногах (обычно на дистальном конце голени) насекомых.

## Щ
Щёки (лат. genae) — один из анатомических участков головы насекомого, расположенный по обеим сторонам от лба.
Щит переднеспинки — обычно это название применяют относительно тергита переднегруди или пронотума.
Щиток — плотная хитиновая пластина, расположенная на спинной части среднегруди насекомых. Наиболее отчётливо щиток заметен у жуков и полужесткокрылых.

## Э
Эдеагус (лат. aedeagus) — копулятивный орган самца насекомого на брюшке (пенис, фаллус).
Экзувий — оставшийся после линьки экзоскелет членистоногих.
Эксгаустер (или эксхаустор) — приспособление для ловли мелких насекомых.
Эстивация — летняя диапауза, свойственная животным (включая насекомых) умеренных широт, обеспечивающая им выживание в засушливый период.
Элитры — надкрылья (у жуков; тегмен — у прямокрылых и уховёрток).
Эмподий (empodium) — щетинкообразный непарный отросток, расположенный между коготками претарза насекомых.
Энде́мики (от греч. ἔνδημος — местный) — виды, роды, семейства или другие таксоны живых организмов, включая насекомых, представители которых обитают на относительно ограниченном ареале, представлены небольшой географической областью.
Эндофаллус (от др.-греч. ἔνδον «внутри» и φαλλός «мужской половой орган»), иногда также внутренний мешочек или везика — внутренняя мембранозная, выворачивающаяся наружу при совокуплении часть пениса у насекомых.
Эноциты — выделительные клетки в жировом теле насекомых, улавливающие соли мочевой кислоты (ураты) и др. В них идёт накопление вредных веществ.
Энтомология (от др.-греч. ἔντομον — насекомое + λόγος — слово, учение) — раздел зоологии, изучающий насекомых.
Энтомологические булавки — специальные иглы, преимущественно стальные, лакированные, с латунной закруглённой головкой, применяемые для монтирования насекомых в энтомологических коллекциях.
Энтомологический заказник — природоохранная территория, которая создаётся для обеспечения охраны комплексов, мест проживания (биогеоценозов), сохранения редких, исчезающих видов насекомых и других беспозвоночных животных.
Энтомологический зонт — специальное энтомологическое оборудование, применяемое для лова насекомых путём их стряхивания с деревьев и кустов.
Энтомологический сачок — специальная разновидность сачка, применяемая для ловли насекомых.
Энтомологическая коллекция — собрание насекомых, отобранных по определённым признакам, засушенных и наколотых энтомологической булавкой, хранящихся в специальных коробках.
Энтомологическое оборудование — совокупность специализированных инструментов, приспособлений и устройств для сбора, подготовки и препарирования, а также хранения энтомологического материала.
Энтомологическое сито — разновидность энтомологического оборудования, специальная конструкция, для сбора насекомых при помощи просеивания различных субстратов.
Энтомопатогенные вирусы — регуляторы численности вредных насекомых, паразитирующих на растениях.
Энтомофагия — явление поедания насекомых, присущее многим живым существам (птицы, пресмыкающиеся, сами насекомые, млекопитающие).
Энтомофилия — опыление растений насекомыми, в основном, такими, как пчёлы, осы, иногда — муравьи (Hymenoptera), жуки (Coleoptera), бабочки (Lepidoptera), а также мухи (Diptera).
Эпандрий — главная дорсальная часть гениталий самца (9-й тергит)
Эпикраниум или головная капсула — наружный скелет головы насекомых, склерозированная капсула, открытая снизу (сзади) затылочным отверстием
Эпимеры — боковые части груди, расположенные за эпистернами и обычно хорошо видимые при рассмотрении тела жуков с нижней стороны.
Эпинотум (epinotum) — задний отдел груди муравьёв и некоторых других перепончатокрылых, который представляет собой первый абдоминальный сегмент, слившийся с заднегрудью.
Эпиплевра (epipleuron) — вентрально загнутый край надкрыльев у жуков.
Эпистерны — боковые части груди, расположенные перед эпимерами, и обычно хорошо видимые при рассмотрении жуков с нижней стороны тела.
Эпистома (epistoma) — область между усиками и ротовым аппаратом на вентральной стороне тела насекомого или ракообразного.
Эпифаллус — часть полового аппарата насекомых, представляющий собой отросток, отходящий от базифалла.
Эпифаринкс (epipharynx — от др.-греч. ἐπι- + φάρυγξ — глотка) — непарная хитиновая пластинка, образующая верхнюю стенку ротовой полости у насекомых. Обычно располагается на нижней поверхности верхней губы (larbum) и головного щита (clypeus).
Эпифарингеальные хеты — щетинки и волоски, расположенные на эпифаринксе.
Эпипрокт или анальная пластинка — тергит одного из постгенитальных сегментов (обычно XI), видоизменённый и прикрывающий собой сверху анальное отверстие насекомых.
Эргатоидные самки (англ. Ergatoid queens, Ergatoid) — репродуктивная бескрылая каста муравьёв, промежуточная между самками и рабочими, способная размножению.

## Ю
Ювенильный гормон — гормон насекомых, регулирующий их постадийное развитие.

## Я
Яйцееды — название группы мелких перепончатокрылых насекомых наездников (трихограммы и теленомусы и др. из хальцидоидов и прокторупоидов), которые откладывают свои яйца в яйца других членистоногих.
Яйцеклад (ovipositor) — видоизменённый генитальный сегмент брюшка, хитиновая трубочка на заднем конце тела самок насекомых, предназначенная для откладывания яиц.
Яйцо (ovum) — стадии развития насекомых, при которой зародыш развивается под защитой яйцевых оболочек вне организма матери.
Ячейка крыла — пространство между жилками крыла насекомого. Ячейки образованы кутикулой.